# 魏翰楷
魏翰楷（1953年8月4日—），或稱魏翰凱，德國外交官，2007年至2010年間擔任德國駐華公使，2014年至2019年間則出任駐日大使。
魏氏出身自德國萊茵蘭-普法茲，從該邦的美茵茨大學畢業，並曾留學英國倫敦國王學院和皇家國防研究學院。1984年參加外交部受訓後，他遂進入外交界服務，除了使節生涯外，尚歷任駐外館員、參贊及外交部本部組長、處長、司長等職務。

## 生涯
1953年8月4日，魏翰楷誕生於萊茵蘭-普法茲邦的比德斯海姆，1971年通過一般大學入學資格後，又於1972年取得美國華盛頓特區聖奧爾本斯學校的高校文憑。1973年至1975年間，他加入德國聯邦國防軍服兵役，退伍後於同年進入美茵茨大學專攻經濟學和法學，在1979年得到經濟學位，接著又繼續於校內當研究員至1984年為止，並在1985年獲取該校經濟學博士資格。
魏翰楷攻讀高等學位期間，於1984年正式接受德國外交部的專員訓練，1986年結訓至1987年間則進入漢堡大學的和平安全政策研究所。此後，他獲派數項海外勤務，分別是河內的德國駐越南大使館副館長（1987年－1990年）、布魯塞爾的德國常駐北約代表處政治科員（1990年－1992年）及亞松森的德國駐巴拉圭大使館副館長（1994年－1997年），此間還於外交部波昂本部擔任高職級人員訓練副主任（Stv. Ausbildungsleiter für den Höheren Dienst，1992年－1994年）。
1997年，魏翰楷當上外交部西歐處（Westeuropa-Referats）副處長，2000年至2002年間則在德國聯邦議院（國會）的自由民主黨黨團擔任歐洲政策顧問。2003年，他赴英深造，修得倫敦國王學院和皇家國防研究學院的國際關係學碩士學位，回國後調赴外交部柏林本部，2004年－2005年間任「2005/2006在日德國年任務組」（Arbeitsstabes „Deutschland in Japan 2005/2006“）組長，2005年－2007年內則職掌東亞處（Ostasienreferats）處長一職。
2007年，魏翰楷奉派至北京的德國駐華大使館，擔當該館文化參贊、政治處長及公使職務，2010年離華、再度調返外交部柏林本部，出任中央司（Zentralabteilung）人事副司長，2011年則昇任中央司司長，擔任此職至2014年止。同年3月，他正式受任為駐日大使，前往東京履新，並在4月9日向日本天皇明仁遞交國書。

## 荣誉

### 外国勋章奖章
- 旭日大绶章（日本，2019年11月1日公布[11]）